# Пуебла-де-Дон-Фадріке
Пуебла-де-Дон-Фадріке (ісп. Puebla de Don Fadrique) — муніципалітет в Іспанії, у складі автономної спільноти Андалусія, у провінції Гранада. Населення — 2474 особи (2010).
Муніципалітет розташований на відстані близько 290 км на південь від Мадрида, 130 км на північний схід від Гранади.
На території муніципалітету розташовані такі населені пункти: (дані про населення за 2010 рік)
- Альмасілес: 291 особа
- Пуебла-де-Дон-Фадріке: 2183 особи

## Демографія
Динаміка населення (INE ):

## Уродженці
- Рафаель Пас (*1965) — іспанський футболіст, півзахисник.

## Галерея зображень

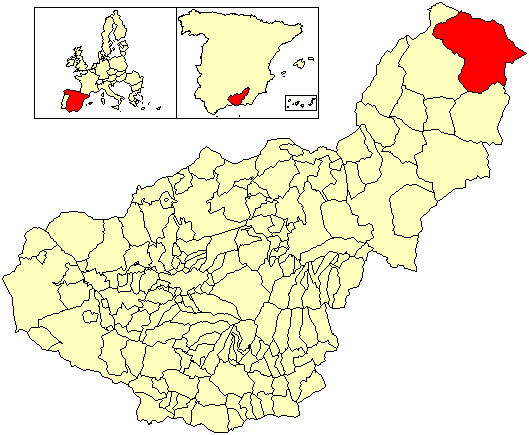
Розташування муніципалітету Пуебла-де-Дон-Фадріке у провінції Гранада
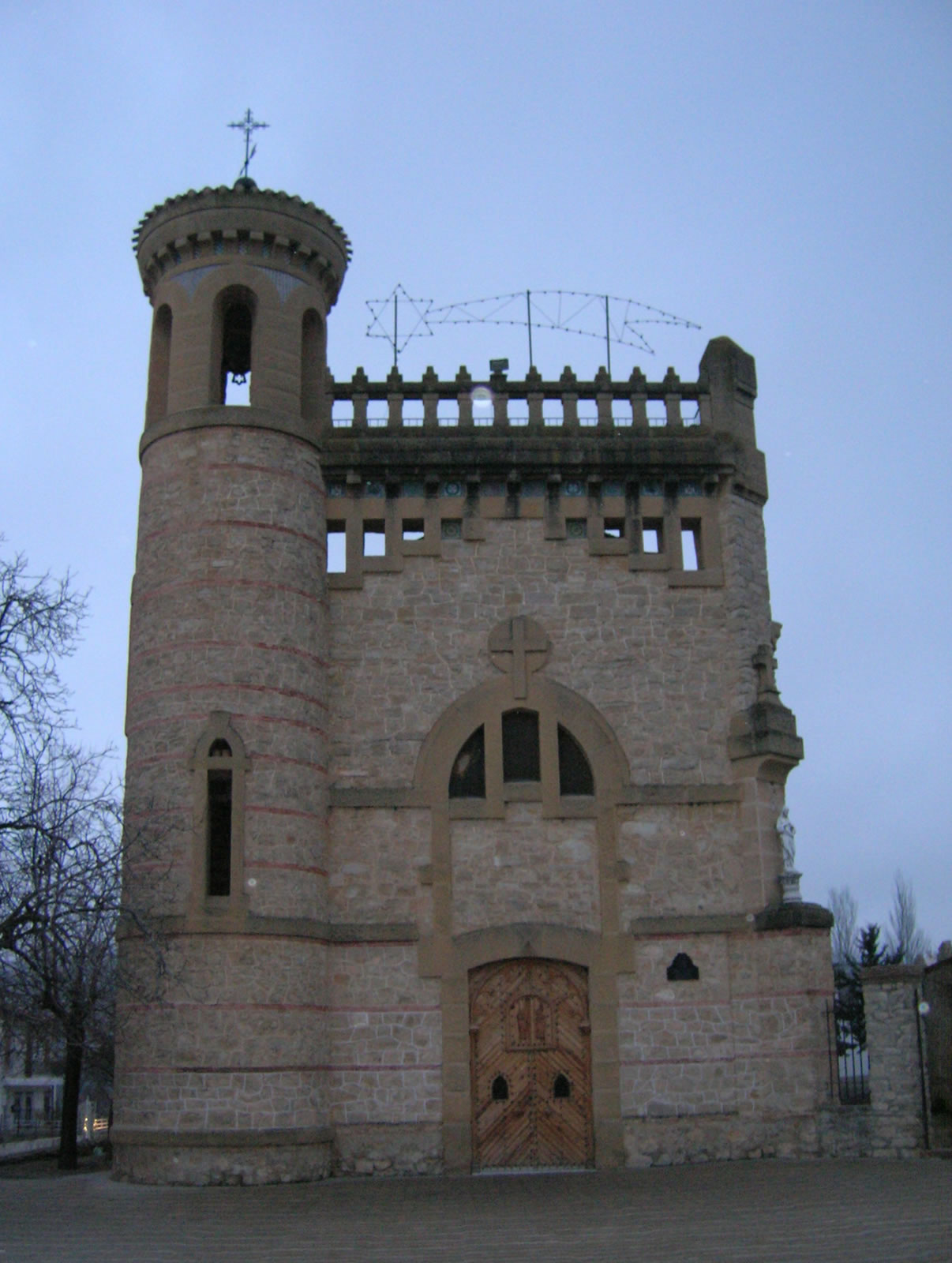
Каплиця Ла-Санта, Пуебла-де-Дон-Фадріке